# Czernyola palliseta
Czernyola palliseta är en tvåvingeart som först beskrevs av Malloch 1929.  Czernyola palliseta ingår i släktet Czernyola och familjen träflugor. Inga underarter finns listade i Catalogue of Life.